# سگ‌ماهی شانه‌دندان
سگ‌ماهی شانه‌دندان (نام علمی: Centroscyllium nigrum) نام یک گونه از راسته خاردارکوسه‌سانان است.